# Coventrystrejken 1956
Coventrystrejken 1956 var en kollektiv arbetsnedläggelse vid Standard Motor Companys fabrik i engelska Coventry i början av maj 1956. Anledningen till strejken var att företaget på grund av omfattande automatisering av produktionen inför en ny stororder avsåg säga upp 3500 av de 11 000 arbetarna på fabriken, då detta skulle kunna genomföras utan att drabba produktiviteten. Arbetarnas motbud var att arbetstiden för samtliga arbetare i stället skulle minskas från fem till fyra dagar per vecka, något som fabriksledningen vägrade gå med på.
Strejken i Coventry kan ses som en av de första "robotstrejkerna", i det att den vände sig mot att automationens ökade produktivitet inom tillverkningsindustrin endast gynnade företagets inkomster samtidigt som de i övrigt riskerade leda till arbetslöshet och få andra sociala konsekvenser.